# Bland Shire
Koordinaten: 33° 56′ S, 147° 15′ O

Das Bland Shire ist ein lokales Verwaltungsgebiet (LGA) im australischen Bundesstaat New South Wales. Das Gebiet ist 8.557,7 km² groß und hat etwa 5.500 Einwohner.
Bland liegt im Süden der Region Central West etwa 460 km westlich der Metropole Sydney und 280 km nordwestlich der australischen Hauptstadt Canberra. Das Gebiet umfasst 24 Ortsteile und Ortschaften: Alleena, Back Creek, Bland, Girral, Kikoira, Mirrool, North Yalgogrin, Tallimba, Weethalle, Wyalong, West Wyalong und Teile von Ardlethan, Ariah Park, Barellan, Barmedman, Beckom, Kamarah, Lake Cowal, Moombooldool, Morangarell, Naradhan, Quandialla, Rankins Springs und Ungarie. Der Sitz des Shire Councils befindet sich in West Wyalong in der Osthälfte der LGA, wo etwa 3.000 Einwohner leben.

## Verwaltung
Der Bland Shire Council hat neun Mitglieder, die von den Bewohnern der LGA gewählt werden. Bland ist nicht in Bezirke untergliedert. Aus dem Kreis der Councillor rekrutiert sich auch der Mayor (Bürgermeister) des Councils.